# Cristian Petru Bodea
Cristian Petru Bodea (n. 8 ianuarie 1974

) este un senator român, ales în 2012. 